# 11895 Dehant
A 11895 Dehant (ideiglenes jelöléssel 1991 GU3) a Naprendszer kisbolygóövében található aszteroida. Eric Walter Elst fedezte fel 1991. április 8-án.